# József Hampel

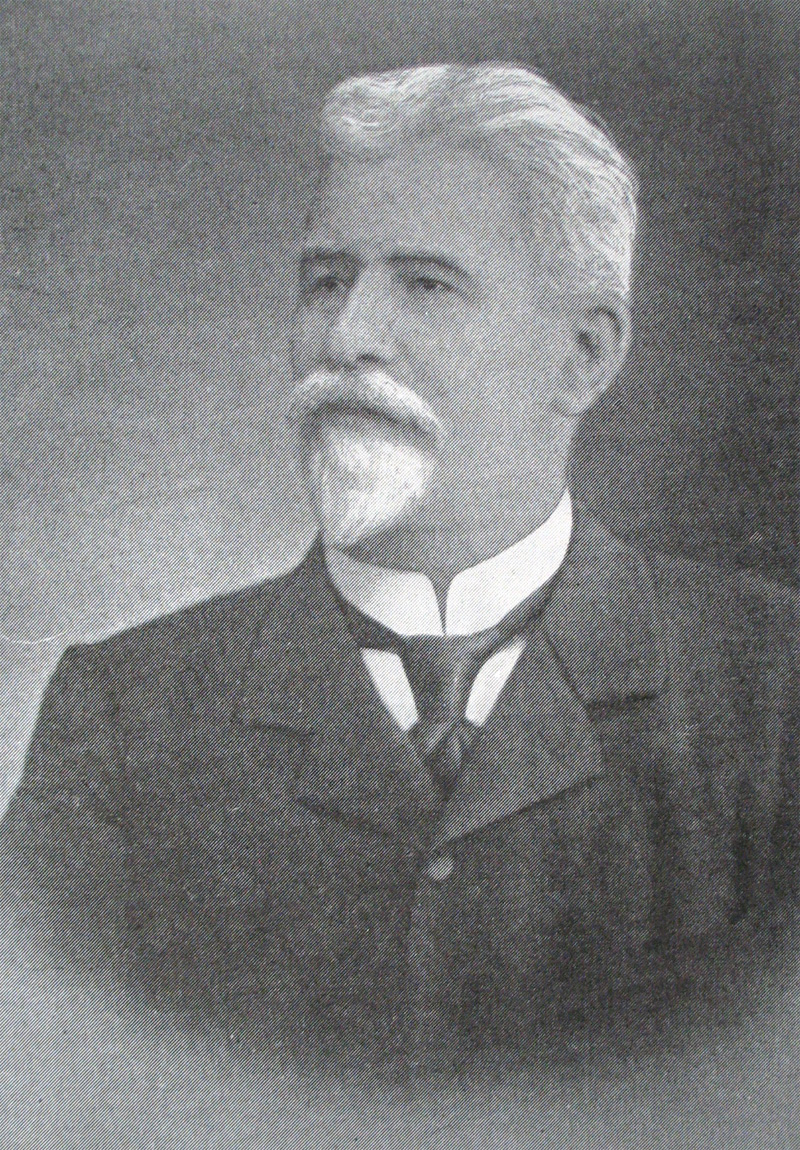
József Hampel

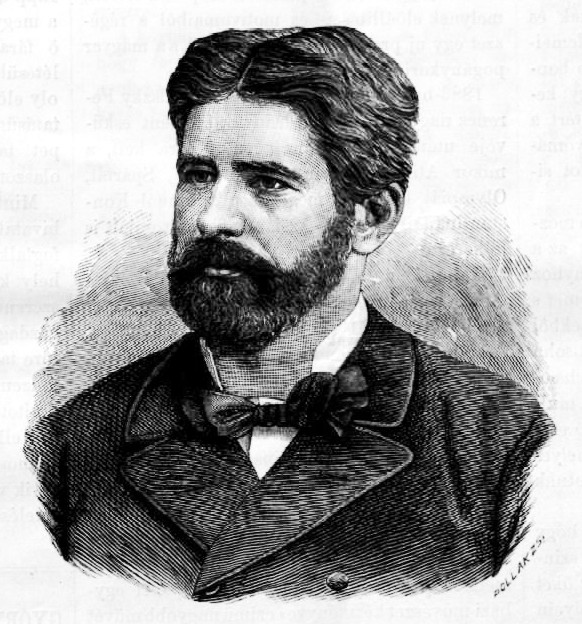
József Hampel (1885), Porträt von Zsigmond Pollák

József Hampel (auch Joseph Hampel; * 10. November 1849 in Pest, Königreich Ungarn; † 25. März 1913 in Budapest, Ungarn) war ein ungarischer Archäologe und Museumskurator.

## Leben und Wirken
József Hampel entstammt einer deutschen Familie. Er besuchte das Gymnasium in Pest und studierte zunächst Rechtswissenschaft. 1868 erschien seine Arbeit über die Würde des Ban, die eine wichtige Rolle beim Ungarisch-Kroatischen Ausgleich spielte. Danach ging er zum Studium der Archäologie über. 1870 veröffentlichte er die Dissertation Aquincum történetének vázlatát (Überblick über die Geschichte von Aquincum) und begann im selben Jahr seine Tätigkeit in der Münz- und Antikenabteilung des Ungarischen Nationalmuseums.
1876 war er Sekretär eines internationalen archäologischen Kongresses in Budapest, dessen Konferenzmaterialien er mit Flóris Rómer in französischer Sprache veröffentlichte. Im selben Jahr organisierte er eine nationale archäologische Ausstellung, deren Katalog er ebenfalls in Französisch herausgab. 1877 habilitierte er sich, 1880 wurde er zum außerordentlichen Professor berufen. Er hielt am zeitigen Vormittag seine Vorlesungen und begann danach seine Arbeit im  Nationalmuseum, wo er inzwischen Abteilungsleiter der Münz- und Antikenabteilung war. 1890 wurde er als Nachfolger von Károly Torma ordentlicher Professor für Klassische Archäologie an der Eötvös-Loránd-Universität.
Zu seinen Forschungsschwerpunkten gehörten die Bronzezeit, die Kunst des Altertums, insbesondere die Goldschmiedekunst, die Provinzialrömische Archäologie, insbesondere Pannonia, und die Herrschaft der Awaren in der Pannonischen Tiefebene, für die er auf der Grundlage rein archäologischer Angaben neue Erkenntnisse ableitete. Außerdem beschäftigte er sich mit Problemen der Migrationen und der Alltagskultur in Ungarn. Dabei war er bestrebt, das gesamte vorhandene Material zu sichten und wissenschaftlich aufzubereiten. Die deutsche Ausgabe seiner Werkzusammenfassung wurde ein Standardwerk der internationalen archäologischen Literatur. Einer seiner Schüler war Bálint Kuzsinszky.

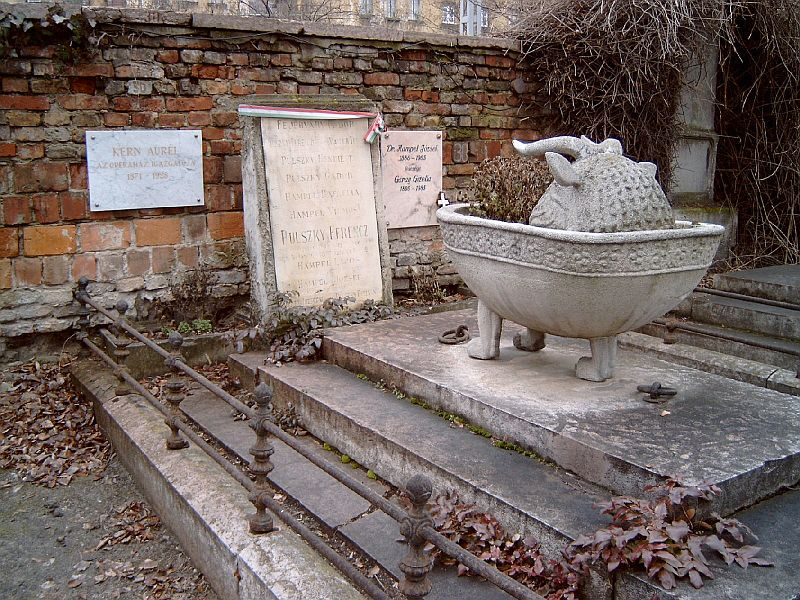
Grabstätte von József Hampel

Für seine wissenschaftliche Arbeit wurde ihm  der Titel Hofrat verliehen.
1883 heiratete er die Tochter des ungarischen Archäologen und Politikers Ferenc Pulszky Polixénia Pulszky, die ebenfalls als Archäologin und Kunsthistorikerin sowie als Schriftstellerin tätig war. Sie hatten drei Söhne und eine Tochter. József Hampel wurde in Budapest auf dem Kerepesi temető in einer Grabstätte mit Ferenc Pulszky, Therese Pulszky und weiteren Personen beerdigt, die von dem Bildhauer Gyula Donáth gestaltet wurde. Im Aquincum Museum ist eine 1914 vom Bildhauer István Tóth geschaffene Gedenktafel zu sehen.

## Mitgliedschaften
- 1874: Korrespondierendes Mitglied des Deutschen Archäologischen Instituts
- 1878: Gründungsmitglied der Ungarischen Archäologischen und Ethnologischen Gesellschaft
- 1884: Korrespondierendes Mitglied der Ungarischen Akademie der Wissenschaften
- 1888: Externes Mitglied der Polnischen Akademie der Wissenschaften
- 1890: Sprecher des Archäologischen Komitees der Ungarischen Akademie der Wissenschaften
- 1892: Ordentliches Mitglied der Ungarischen Akademie der Wissenschaften
- 1893: Ordentliches Mitglied des Deutschen Archäologischen Instituts

Weiterhin war er Mitglied der Society of Antiquaries of London, des Österreichischen Archäologischen Instituts, der Archäologischen Gesellschaft Athen, der Anthropologischen Gesellschaft in Wien, der Kungliga Vitterhets Historie och Antikvitets Akademien und der Internationalen Vereinigung der Museumsdirektoren.

## Schriften
József Hampel veröffentlichte etwa 400 wissenschaftliche Arbeiten.
In deutscher Sprache sind erschienen:
- Der Goldfund von Nagy-Szent-Miklos, sogenannter „Schatz des Attila“. Beitrag zur Kunstgeschichte der Völkerwanderungsepoche. Kilian, Budapest 1885, OCLC 457615934.
- Alterthümer der Bronzezeit in Ungarn. Kilian, Budapest 1887, DNB 573638624.
- Was lehrt Aischylos’ Orestie für die Theaterfrage? Eine Untersuchung über den Standort der Schauspieler im Dionysostheater zu Athen im 5. Jahrhundert. Calve, Prag 1899, OCLC 1068538411.
- Alterthümer des frühen Mittelalters in Ungarn. 3 Bände. Vieweg, Braunschweig 1905. Nachdruck: Gregg, Westmead, Farnborough, Hampshire 1971, ISBN 0-576-19319-4.

Band 1: Systematische Erläuterung. ISBN 0-576-19320-8.
Band 2: Fundbeschreibung. ISBN 0-576-19321-6.
Band 3: Atlas. ISBN 0-576-19322-4.
Ab 1885 war er Herausgeber der Archaeologiai Értesítő (Archäologische Nachrichten) und ab 1890 Herausgeber der Archaeologiai Közlemények (Archäologische Ankündigungen).